# 石川県道4号小松鶴来線

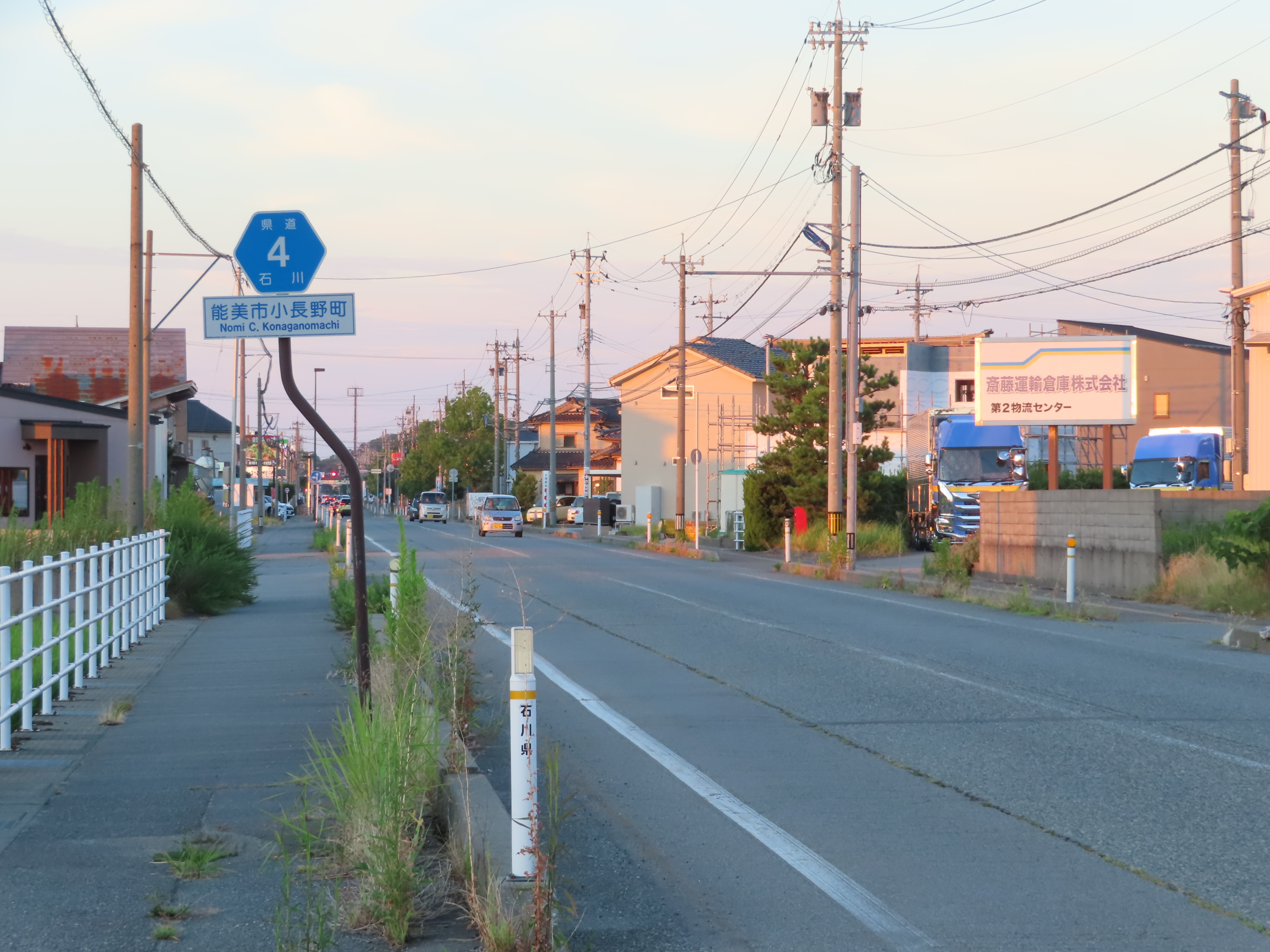
能美市小長野町

石川県道4号小松鶴来線（いしかわけんどう4ごう こまつつるぎせん）は、石川県小松市と白山市を結ぶ県道（主要地方道）である。

## 概要
小松市中心部と能美市寺井地区中心部を結ぶ役割のほか、能美市寺井町で接続する石川県道102号根上寺井線とで、IRいしかわ鉄道線能美根上駅から北陸鉄道鶴来駅を結ぶ旧北陸鉄道能美線と並行したルートになっており、能美市根上地区から寺井地区を経て辰口地区へと東西に結ぶ他、能美市から白山市鶴来地区・白山麓方面を結ぶ役割もある。
起点の北浅井交差点は、国道305号と、石川県道22号金沢小松線との交点である。そこから西に進んで、IRいしかわ鉄道線の高架をくぐり、向本折交差点で北に折れる。そのまま小松市中心部を北上し、京町交差点で東へ折れる。同交差点から園町交差点まで国道360号と重複する。この区間では、再度IRいしかわ鉄道線の高架をくぐる。園町交差点から国道305号と重複して北上し、能美市内へ入る。能美市大長野西交差点で、国道305号と分かれ、旧国道8号にあたる道を通り、能美市寺井地区中心部へと入る。能美市役所寺井窓口センター前を経て、三道山交差点で東に折れる。能美市辰口地区へと入り、手取川左岸にそって辰口地区北部の手取川扇状地を緩やかに東へのぼっていく。扇状地の要に当たる同市岩本町の天狗橋で手取川を渡ると白山市鶴来地区に入る。天狗橋を渡って終点に至る。

### 路線データ
- 起点：石川県小松市白嶺町一丁目1番1地先（北浅井交差点、国道305号・石川県道22号金沢小松線交点）
- 終点：石川県白山市鶴来大国町オ部144番69地先（天狗橋交差点、石川県道105号松任鶴来線・石川県道45号金沢鶴来線交点）

## 歴史
- 1993年（平成5年）5月11日 - 建設省から、県道小松鶴来線が小松鶴来線として主要地方道に指定される[1]。

## 路線状況

### 重複区間
- 石川県道25号金沢美川小松線（小松市土居原町・小松駅前交差点 - 小松市細工町・細工町交差点）
- 国道360号（小松市京町・京町交差点 - 小松市園町・園町交差点）
- 国道305号（小松市園町・園町交差点 - 能美市大長野町・大長野西交差点）

## 地理

### 通過する自治体
- 小松市
- 能美市
- 白山市

### 交差する道路
- 国道305号・石川県道22号金沢小松線（小松市白嶺町1丁目・北浅井交差点、起点）
- 石川県道11号小松山中線（小松市向本折町・向本折交差点）
- 石川県道25号金沢美川小松線（小松市土居原町・小松駅前交差点）
- 国道360号・石川県道25号金沢美川小松線（小松市細工町・細工町交差点）
- 国道305号・国道360号（小松市園町・園町交差点）
- 石川県道54号寺畠小松線（小松市長田町・長田南交差点）
- 国道8号（金沢西バイパス・小松バイパス）・国道305号（能美市大長野町・大長野西交差点）
- 石川県道165号金平寺井線（能美市寺井町・寺井南交差点）
- 石川県道173号和気寺井線（能美市寺井町・山道交差点）
- 石川県道102号根上寺井線（能美市寺井町・寺井北交差点）
- 石川県道157号松任寺井線（能美市三道山町・三道山交差点）
- 石川県道172号徳久粟生線（能美市徳久町・徳久交差点）
- 石川県道22号金沢小松線（能美市三ツ屋町・三ツ屋交差点）
- 石川県道22号金沢小松線（加賀産業開発道路、川北大橋）（能美市三ツ口町・三ツ口交差点）
- 石川県道55号小松辰口線（能美市宮竹町・宮竹交差点）
- 国道157号（白山市鶴来大国町・天狗橋西詰交差点）
- 石川県道105号松任鶴来線・石川県道45号金沢鶴来線（白山市鶴来大国町・天狗橋交差点、終点）